# Borace
Il borace o tetraborato di sodio, anticamente noto col nome di tinkal o borace veneziano, è un importante composto del boro. Le forme più note sono il tetraborato di sodio anidro e il tetraborato di sodio decaidrato (numero CAS:1303-96-4); trattasi quest'ultimo di cristallo morbido bianco, che si dissolve facilmente nell'acqua, e se lasciato esposto all'aria secca perde lentamente l'acqua di idratazione per diventare una sostanza gessosa bianca. Il borace venduto commercialmente è di solito completamente disidratato.

## Storia e disponibilità
Il borace fu portato in Europa da Marco Polo ed ebbe come conseguenza lo sviluppo di un'industria di raffinazione nella zona di Venezia dove veniva prodotto il cosiddetto borace veneziano. Il borace si trova naturalmente nei depositi di evaporite prodotti dalla ripetuta evaporazione dei laghi stagionali. I depositi più importanti dal punto di vista commerciale si trovano vicino a Boron (California) e in altre zone del Sud-ovest degli Stati Uniti, nel deserto di Atacama in Cile, nel Tibet e in Turchia. Il borace può anche essere prodotto sinteticamente da altri composti del boro, ma di norma avviene il contrario, ossia la maggior parte dei composti del boro viene prodotta a partire dal borace.

## Usi
Il borace viene usato ampiamente in detergenti, addolcitori d'acqua, saponi, disinfettanti e insetticidi. Può essere anche facilmente convertito in acido borico o borato, che ha molte altre applicazioni. In farmacopea l'acido borico si usa come leggero antisettico per l'aspersione e la pulizia degli occhi. 
Il borace è una sostanza che ad alta temperatura si trasforma in un vetro isolante e quindi il suo principale uso è come pasta coadiuvante (aiuta nel processo) nelle saldature. Nello stesso modo si usa per creare uno strato vetroso isolante sulle terraglie di coccio. Viene usato nella produzione di smalto, vetro e vasellame in ceramica rinforzata.
In chimica analitica ha trovato uso in passato per il rilevamento qualitativo della presenza di un dato ione in un composto attraverso il cosiddetto saggio alla perla di borace. Tale metodo consiste nel fondere qualche cristallo di borace in una piccola perla su cui far aderire qualche cristallo del composto in esame e immergendo quindi la perla nella regione riducente e poi nella regione ossidante della fiamma di un becco di Bunsen. Gli ioni presenti nel composto impartiscono alla perla dei colori caratteristici, indicativi della loro presenza.
In fotografia il borace viene usato come sostanza alcalina per la composizione dei bagni di sviluppo a grana fine per la pellicola in bianco e nero.
In metallurgia si usava per limitare l'ossidazione dell'acciaio quando scaldato ad alte temperature.

## Tossicità
Il borace, secondo il Regolamento (CE) n. 1272/2008, risulta un composto di categoria 1B, nocivo alla fertilità, e di categoria 2, in quanto irritante per gli occhi.
Tra gli additivi alimentari è identificato dalla sigla E 285.